# أولونتس
‘’’أولونيتس’’’ (بالروسية: Олонец) (بالكاريلية:Anuksenlinnu) (بالفنلندية:Aunus) هي إحدى مدن روسيا في الكيان الفدرالي الروسي جمهورية كاريليا.
من أقدم المدن في الشمال الروسي .